# Donaukanaltreiben Festival
A Donaukanaltreiben Fesztivál egy kulturális fesztivál Bécsben. Minden év júniusában a Duna-csatorna (Donaukanal) mentén több színhelyen kerül megrendezésre. Főként osztrák profi és amatőr együtteseket hívnak meg, de évről évre a szervezők a szomszédos országok zenekarait is meghívják.

## Helyszínek
| Elhelyezkedés             | Évek                               |
| ------------------------- | ---------------------------------- |
| Adria Wien                | 2007, 2011, 2012                   |
| Badeschiff                | 2007, 2008, 2011                   |
| Központi kert             | 2008, 2009, 2010, 2011             |
| City Beach                | 2007, 2008, 2009, 2010, 2011, 2012 |
| Das Dorf                  | 2007                               |
| Fernwärme                 | 2009                               |
| Flex                      | 2007, 2008, 2009, 2010, 2012       |
| Franzensbrücke            | 2010, 2012                         |
| Ich bin Wien              | 2010, 2011                         |
| Leo Stage Europe          | 2008, 2009                         |
| Mottó am Fluss            | 2011, 2012                         |
| 9. móló                   | 2010, 2011                         |
| Folyóparti                | 2011, 2012                         |
| Summerstage               | 2007, 2008, 2009, 2010, 2011, 2012 |
| Spittelau 10              | 2011, 2012                         |
| Schützenhaus              | 2012                               |
| Strandbar Herrmann        | 2007, 2008, 2009, 2010, 2011, 2012 |
| Európa csapata            | 2009                               |
| Telaviv Beach             | 2009, 2010, 2011, 2012             |
| Wir sind mehr             | 2012                               |
| Fiatal generációs terület | 2007                               |

## Előző évek
| No. | Év   | Name                            | Látogatók | Előadók |
| --- | ---- | ------------------------------- | --------- | --- |
| 1.  | 2007 | Donaukanaltreiben Festival 2007 | 50,000    | - Attwenger - Austrofred - Beeswax Polish - Caresce - DJ DSL - Gameboy Music Club - Lichtenberg - Louie Austin - Millions of Dreads - Minze - Syncope - Texta                                                                                        |
| 2.  | 2008 | Donaukanaltreiben Festival 2008 | 50,000    | - Attwenger - Herbstrock - The M.A.S.S. - Britta - Bauchklang - Jonas Goldbaum - The Mary Broadcast Band |
| 3.  | 2009 | Donaukanaltreiben Festival 2009 | 50,000    | - Dawnstar - Desolate Mind - Echo Band - Herta 11 - Jessica Slavik - Katzenreich - Kocuma - Koko Makumba - Kommando Elefant - Mauracher - Ost in Translation - Radio Wien Band - Rosengarten - Scarabeus Dream - Stonez - Velojet - Willi Resetarits |
| 4.  | 2010 | Donaukanaltreiben Festival 2010 | 50,000    | - Bo Candy and His Broken Hearts - Bunny Lake - Dolores Schmidinger - John Megill - Fatima Spar and The Freedom Fries - Graffiti Workshop U.V.M. - Marios and Julie - Modenschau - Pexus Solarie                                                     |
| 5.  | 2011 | Donaukanaltreiben Festival 2011 | 40,000    | - Bernard Eder - Gary - Hotel California - Modenschau - The Billy Rubin Trio - The Fussa - The Rocking Birds - Violetta Parisini - Silo feat. Four Elements                                                                                          |
| 6.  | 2012 | Donaukanaltreiben Festival 2012 | 60,000    | - Aminata and the Astronauts - Bootstaxi - Christoph and Lollo - Dirk Stermann - Duscher Plays Cash - Effi - Frühschoppen - Gewinnspiel - Giantree - Ginga - Marios and Julie - Salsa and Zumba - Mika Vember - Silo feat. Pebelle                   |
| 7.  | 2013 | Donaukanaltreiben Festival 2013 | TBD       | - Deliman - DJ Carlos Futuro - Heinz aus Wien - James Hersey - Kidcat Lofi - Kein Sonntag Ohne Techno - Keiner Mag Faustmann - Mauracher - Nana D. - Sofa Surfers - Stermann                                                                         |

## Fordítás
Ez a szócikk részben vagy egészben  a   Donaukanaltreiben Festival című angol Wikipédia-szócikk ezen változatának fordításán alapul.  Az eredeti cikk szerkesztőit annak laptörténete sorolja fel. Ez a jelzés csupán a megfogalmazás eredetét és a szerzői jogokat jelzi, nem szolgál a cikkben szereplő információk forrásmegjelöléseként.